# Dasychira catadela
Dasychira catadela är en fjärilsart som beskrevs av Collenette 1960. Dasychira catadela ingår i släktet Dasychira och familjen tofsspinnare. Inga underarter finns listade i Catalogue of Life.